# Dover (Tennessee)
Dover – miasto w Stanach Zjednoczonych, w stanie Tennessee, siedziba administracyjna hrabstwa Stewart.